# Tarō Yamamoto

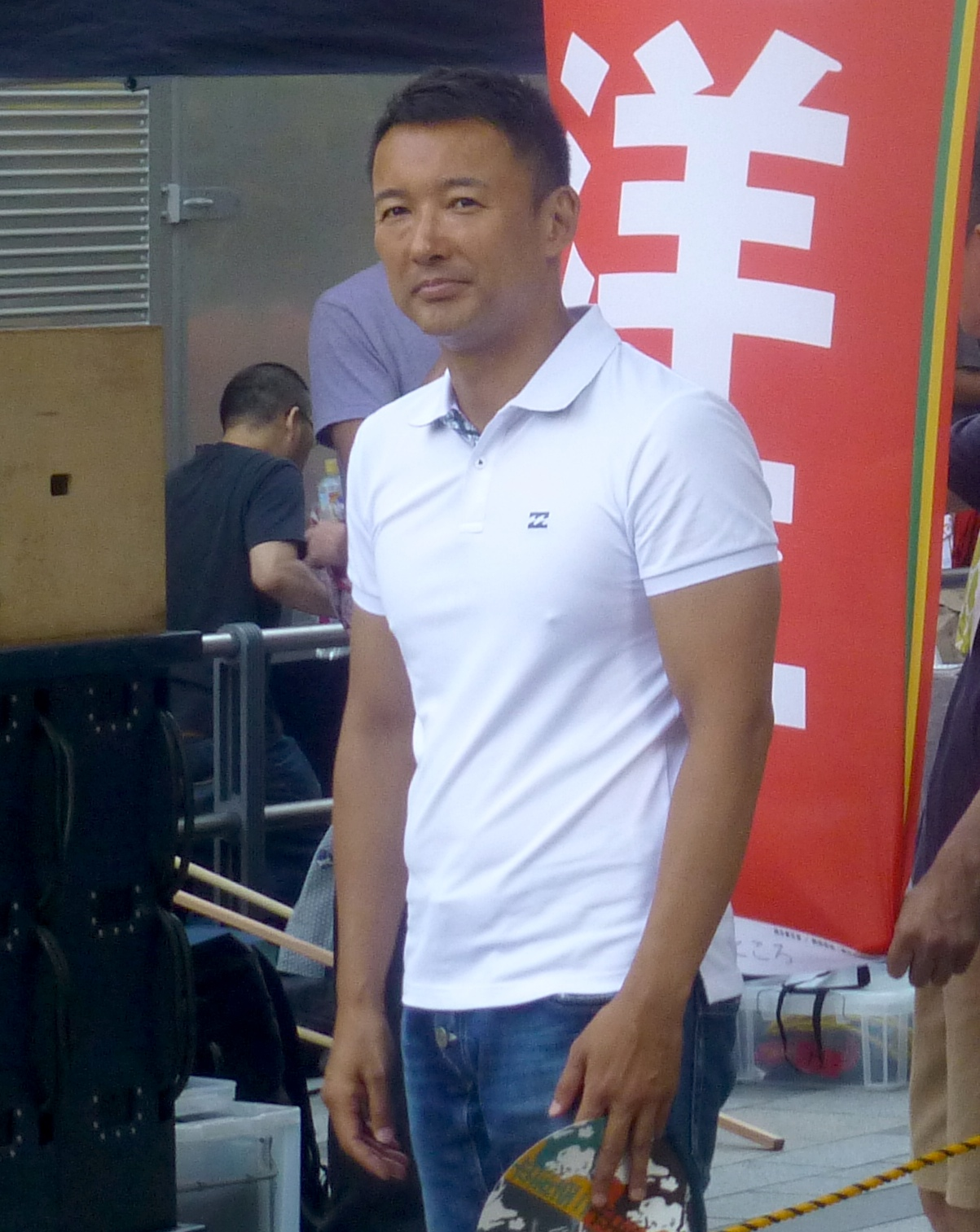
Tarō Yamamoto bei einer Wahlkampfveranstaltung zur Oberhauswahl 2016 vor dem Bahnhof Tokio

Tarō Yamamoto (japanisch 山本 太郎 Yamamoto Tarō; * 24. November 1974 in Takarazuka, Präfektur Hyōgo) ist ein japanischer Schauspieler, Politiker (Shintō Hitorihitori→Liberale Partei→Reiwa Shinsengumi), Abgeordneter im Sangiin, dem Oberhaus des nationalen Parlaments, für den Präfekturwahlkreis Tokio, Parteivorsitzender der Reiwa Shinsengumi und Anti-Atomkraft-Aktivist. Von 2013 bis 2019 war er zum ersten Mal Sangiin-Abgeordneter für Tokio, von 2021 bis 2022 Abgeordneter im Shūgiin, dem Unterhaus des nationalen Parlaments für den Verhältniswahlblock Tokio. Von Januar 2015 bis April 2019 war er zusammen mit Ichirō Ozawa Ko-Vorsitzender der Liberalen Partei.

## Leben

### Schauspielkarriere
1990 stieg Yamamoto ins Showbusiness ein und gab ein Jahr später sein Schauspieldebüt im Film Daida Kyōshi Akiba, shinken desu! („Aushilfslehrer Akiba, im Ernst!“). Neben diversen Rollen in Filmen und Fernsehdramen war er unter anderem auch Reporter bei einer Talk- und Quizshow, die thematisch als Dokumentation über Weltreisen angelegt war. Zu seinen auch international bekannteren Filmen zählen Battle Royale von Kinji Fukasaku, Go von Isao Yukisada und Moon Child von Takahisa Zeze. Nach der Atomkatastrophe in Japan im März 2011 wirkte er an zwei Filmen mit, die sich thematisch mit dem Leben in der Post-Fukushima-Ära beschäftigen. Der Film Asahi no ataru ie (The House of Rising Sun) von Takafumi Ota, der sich kontrovers mit dem Thema Kernenergie auseinandersetzt, fand aufgrund des kritischen Erzähltons keine traditionelle Finanzierungsquelle und wurde so mithilfe von Crowdfunding realisiert. Auch Yamamoto bestätigte in diesem Zusammenhang einen Rückgang an Rollenangeboten in seiner Profession nach Aufnahme seiner Protestaktivitäten. Der dokumentarisch angelegte Film friends after 3.11 von Shunji Iwai ist aus Interviews mit Freunden und Bekannten des aus Nordjapan stammenden Regisseurs nach der Tsunamikatastrophe aufgebaut. Yamamoto spricht sich als einer der Interviewten in dieser Dokumentation ebenfalls gegen Kernenergie aus. Der Film friends after 3.11 wurde unter anderem auf der Berlinale 2012 gezeigt. Yamamotos Engagement gegen Atomkraft verdeutlichte sich auch durch sein Auftreten in Werbefilmen für Energiespar-Vorhänge.

### Aktivist
Seit April 2011 engagiert sich Yamamoto öffentlich in der Anti-Atomkraft-Bewegung. So tritt er bei Demonstrationen, TV-Shows und an Universitäten als Aktivist auf und ist in seinem Anliegen besonders auch über Social-Media-Kanäle wie YouTube, Facebook und Twitter aktiv. Neben Teilnahme an innerjapanischem Protest informierte er sich auf einer Europareise im November und Dezember 2011 nach Deutschland (u. a. Gorleben) über internationale Anti-Atomkraft-Initiativen und sammelte Eindrücke in den von der Nuklearkatastrophe von Tschernobyl betroffenen Ländern Ukraine und Belarus. Aus dieser Reise ist sein Buch Hitori butai. Datsu genpatsu tatakau yakusha no shinjitsu (2012, Solovorstellung Atomausstieg – Die Wahrheit eines kämpfenden Schauspielers) hervorgegangen, in dem er die Erfahrungen textlich und mit Fotografien festhält und die Verhältnisse in den besuchten Ländern mit seinem Heimatland Japan in Vergleich setzt. Seine Aktivitäten beeinflussten sein künstlerisches und politisches Schaffen. Im Oktober 2013 erregte er Aufsehen, als er auf der jährlichen Herbstfeier im Garten des Kaiserpalastes (秋の園遊会 Aki no En'yūkai) Kaiser Akihito einen Brief überreichte, der Informationen über Lebens- und Arbeitsbedingungen am havarierten Atomkraftwerk in Fukushima enthielt. Die als Protokoll- und Etiketteverstoß gewertete Geste zog von Seite des Oberhauses einen Ausschluss Yamamotos von Veranstaltungen mit der Kaiserfamilie nach sich; darüber hinaus wurde Yamamoto oft auch Verfassungsfeindlichkeit vorgeworfen, da der Kaiser laut Artikel 1 der japanischen Verfassung zu politischer Neutralität verpflichtet ist. Außerdem wurde ein Drohschreiben unbekannter Herkunft an Yamamotos Büro versandt.

### Politiker

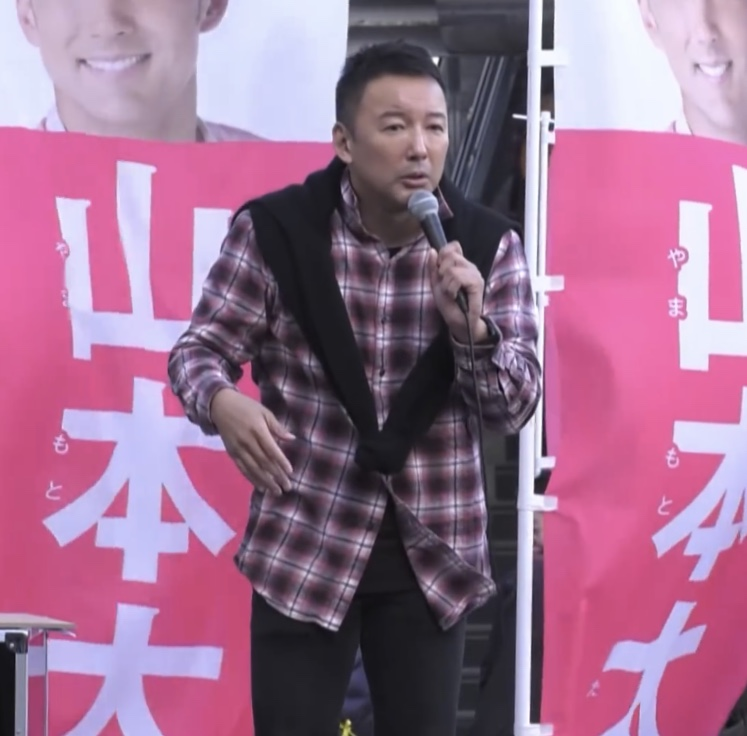
Yamamoto bei einer Wahlkampfrede zur Oberhauswahl 2013

Im Dezember 2012 kandidierte Yamamoto im 8. Wahlkreis der Präfektur Tokio bei der Wahl zum Japanischen Unterhaus und unterlag klar LDP-Amtsinhaber Nobuteru Ishihara (Yamamoto 25 %, Ishihara 47 %). Bei der Wahl im Juli 2013 zum Japanischen Oberhaus kandidierte Yamamoto parteiunabhängig in der Präfektur Tokio (Fünfmandatswahlkreis). Er kündigte an, die Wahl allein durch „zivile Unterstützung“ zu gewinnen und betrieb den Wahlkampf vor allem mittels neuer Medien wie Twitter sowie tausender freiwilliger Helfer. Er erhielt 666.684 Stimmen (11,8 %) und damit den vierthöchsten Stimmenanteil. Nach seinem Erfolg gründete er die 1-Mann-Partei Shintō: Ima wa hitori (新党 今はひとり, etwa „Neue Partei: Jetzt bin ich alleine“; später 新党ひとりひとり Shintō Hitorihitori, etwa „Neue Partei für jeden Einzelnen“). Er teilte seinen Unterstützern nach dem Sieg mit: „Ich bin nun nicht mehr allein“.
Als Fundament seines politischen Programmes führt er drei Hauptpunkte an:
- nicht mehr länger der atomaren Strahlung ausgesetzt sein – sofortiger Atomausstieg
- kein Beitritt zur Transpazifischen Partnerschaft – durch den Entzug von Lebensgrundlagen wie Wasser, Essen und medizinische Versorgung wird der Atomausstieg unmöglich gemacht
- nicht mehr länger Hunger leiden – die Sozialversicherung ausweiten (auch in Hinblick auf Karōshi, den „Tod durch Überarbeitung“)

Außerdem kritisierte Yamamoto Planung und Implementierung des „Special Secret Protection Law (Tokutei Himitsu Hogo Ho)“, welches am 6. Dezember 2013 in Japan in Kraft trat. Er sieht das Gesetz als eine massive Einschränkung der Rede- und Pressefreiheit in Japan und warnt in diesem Zuge nicht nur vor möglicher Verschleierung der Vorgänge im havarierten Kernkraftwerk Fukushima Daiichi, sondern auch einer generell faschistischen Ausrichtung des Landes. Unter anderem äußerte er dies in einer Diskussion mit weiteren Politikern bei der Pressekonferenz des „Foreign Correspondents Club Japan (FCCJ)“.
Im Dezember 2014 trat Yamamoto in die Partei Seikatsu no Tō (生活の党, „Partei des Lebens“) ein, wonach diese den Namen Seikatsu no Tō to Yamamoto Tarō to nakamatachi (生活の党と山本太郎となかまたち, etwa „Partei des Lebens und Tarō Yamamoto und Freunde“) annahm. Mit Ichirō Ozawa teilt sich Yamamoto seit Januar 2015 den Parteivorsitz. Im Rahmen einer Neuaufstellung der Partei im Oktober 2016 änderte diese ihren Namen zu Liberale Partei (自由党, Jiyū-tō), in Anlehnung an Ozawas frühere Partei gleichen Namens. Man versprach sich davon, bei einer voraussichtlichen Unterhauswahl im Jahr 2017 Wählerstimmen sowohl von konservativ eingestellten Wählern der früheren Liberalen Partei als auch von an Yamamotos politischer Arbeit Interessierter zu gewinnen. Die Liberale Partei nominierte schließlich keine eigenen Kandidaten für die tatsächlich eingetretene Wahl 2017 und zog sich (abgesehen von Ozawa und Denny Tamaki, die beide als Unabhängige wiedergewählt wurden) aus dem Wahlkampf zurück.
Im April 2019 gab Yamamoto bekannt, aus der Liberalen Partei auszutreten und eine neue Partei mit der Bezeichnung Reiwa Shinsengumi (れいわ新撰組; zusammengesetzt aus der Regierungsdevise Reiwa und der Samurai-Schutztruppe Shinsengumi) zu gründen. Zuvor hatte sich abgezeichnet, dass die Liberale Partei in die konservativere Demokratische Volkspartei fusionieren wird, was schließlich am 26. April erfolgte.
Yamamoto wechselte zur Oberhauswahl 2019 in den Verhältniswahlwahlkreis. Dort entschied die Reiwa Shinsengumi, dass unter dem neuen optional teilweise geschlossenen Listensystem (tokutei-waku) Yasuhiko Funago, der an ALS erkrankt ist, und Eiko Kimura, die unter einer Zerebralparese leidet, an der Spitze der Liste gesetzt waren. Die Partei erzielte bei der Verhältniswahl aus dem Stand über 4,5 % der Stimmen und gewann damit zwei Sitze für die beiden gesetzten Kandidaten. Yamamoto persönlich erhielt fast 1 Million Stimmen, mehr als jeder andere Verhältniswahlkandidat irgendeiner Partei 2019, und ist damit der erste potentielle Nachrücker.
2020 kandidierte Yamamoto bei der Gouverneurswahl in Tokio und erzielte mit 10,7 % der Stimmen den dritten Platz hinter Gouverneurin Yuriko Koike und dem Kandidaten der etablierten linken Parteien, Kenji Utsunomiya.
Bei der Repräsentantenhauswahl 2021 plante Yamamoto ursprünglich, wieder im Wahlkreis Tokio 8 gegen Nobuteru Ishihara anzutreten, gab dies aber zugunsten einer gemeinsamen Mitte-links-Oppositionsstrategie und der (letztlich erfolgreichen) KDP-Kandidatin Harumi Yoshida auf und trat nur bei der Verhältniswahl vor den Doppelkandidaten alleine auf Platz 1 an der Spitze der ReiShin-Liste im Block Tokio (17 Sitze) an. Dort gewann die Partei mit 5,6 % der Stimmen einen Sitz. Im April 2022 trat er für einen geplanten Kammerwechsel zurück, Nachrückerin wurde die Ex-Demokratin Mari Kushibuchi.
Bei der Senatswahl 2022 kandidierte Yamamoto erneut in Tokio, inzwischen Sechsmandatswahlkreis, und gewann mit 9,0 % der Stimmen den sechsten Sitz.

## Werk

### Filme
- 2000: Battle Royale
- 2001: Go
- 2003: Moon Child
- 2011: Prisoners of War
- 2012: friends after 3.11
- 2013: Asahi no ataru ie (朝日のあたる家, The House of Rising Sun)
- 2013: Eden

#### Auszeichnungen
Im Jahr 2001 Auszeichnung der Japan Movie Critic Award in der Kategorie „Männlicher Nebendarsteller“ im Film GO.
Im Jahr 2003 Auszeichnung mit dem Blue Ribbon Award in der Kategorie „Männlicher Nebendarsteller“ in den Filmen Moon Child, Geroppa! (ゲロッパ!) und Shōryōnagashi (精霊流し).

### Publikationen
- (1998) Kaachan gomen, futsū ni ikirarenakute (母ちゃんごめん、普通に生きられなくて, dt.: „Entschuldige Mama, ich kann nicht gewöhnlich leben“)
- (2012) Hitori butai datsu gempatsu – tatakau yakusha no shinjitsu (ひとり舞台 脱原発-闘う役者の真実, dt. „Solovorstellung Atomausstieg – Die Wahrheit eines kämpfenden Schauspielers“)